# Medmassa vidua
Medmassa vidua är en spindelart som beskrevs av Roger de Lessert 1923. Medmassa vidua ingår i släktet Medmassa och familjen flinkspindlar. Inga underarter finns listade i Catalogue of Life.